# Славейково (област Ямбол)
Вижте пояснителната страница за други значения на Славейково.
Славейково е село в Югоизточна България. То се намира в община Елхово, област Ямбол.